# Nhà hát Hồng Hà
Nhà hát Hồng Hà nằm ở 51 Đường Thành, phường Cửa Đông, Quận Hoàn Kiếm, Hà Nội, là nơi dành cho bộ môn nghệ thuật tuồng. Được xây dựng năm 1954, nhà hát là nơi biểu diễn chính của Nhà hát Tuồng Việt Nam. Tuy vậy nơi đây cũng biểu diễn của biểu diễn chèo, cải lương, kịch nói vào nhưng khi đoàn tuồng không biểu diễn. Nhà hát Hồng Hà có 393 ghế ngồi, trong có 273 ghế gần sân khấu và 120 ghế ở khu vực ban công. Sân khấu nhà hát rộng 7,89 mét, cao 6,41 mét.